# Madonna in trono col Bambino tra i santi Zeno e Nicolò
Madonna in trono con il Bambino e i Santi Zeno e Nicolò è un dipinto del pittore veronese Francesco Morone, realizzato con la tecnica della pittura a tempera su tela, conservato nella Pinacoteca di Brera a Milano.